# Aire húmedo
Se denomina aire húmedo a la mezcla de aire seco y vapor de agua. Sus propiedades y transformaciones son fundamentales en la técnica del acondicionamiento de aire, principalmente la climatización, ya que este es el fluido de trabajo que evoluciona tanto en el interior de una Unidad de Tratamiento de Aire (UTA) como de los locales o zonas tratadas.
Las ecuaciones de estado que se recogen aquí, sirven para calcular analíticamente los parámetros que representan el estado del aire. También se utilizan para trazar las familias de curvas que representan estos parámetros en los diagramas psicrométricos.

## Aire atmosférico
El aire atmosférico es una mezcla de gases, compuesta fundamentalmente por nitrógeno y oxígeno, junto con cantidades mucho menores de; argón, dióxido de carbono, vapor de agua, y trazas de otras sustancias. Todos estos constituyentes del aire, excepto el vapor de agua, se encuentran siempre en la misma proporción y en estado gaseoso.
Si se separa de la mezcla el vapor de agua y se considera únicamente el resto de los gases, se tendrá el denominado aire seco. 
En la fila  "otros" de la tabla inferior, se incluyen diversas sustancias: neón, helio, metano, Kriptón, hidrógeno, óxido nitroso, xenón, monóxido de carbono y ozono.
| Sustancia          | Símbolo | Masa molecular | Análisis volumétrico | Análisis gravimétrico |
| ------------------ | ------- | -------------- | -------------------- | --------------------- |
| Nitrógeno          | N2      | 28,016         | 78,08                | 75,54                 |
| Oxígeno            | O2      | 32             | 20,95                | 23,13                 |
| Argón              | Ar      | 39,944         | 0,93                 | 1,27                  |
| Dióxido de carbono | CO2     | 44,01          | 0,03                 | 0,05                  |
| Otros              |         |                | 0,01                 | 0,01                  |
|                    |         |                | 100,00               | 100,00                |

Al calcular la media ponderada de las masas moleculares de sus componentes, se obtiene una masa molecular aparente, para el aire seco, de 28,966 g/mol:
{\displaystyle M_{as}={\frac {78,08*28,016+20,95*32+...}{100}}=28,966g/mol}
El comportamiento del aire seco, a la presión y temperatura a la que se encuentra en la atmósfera, se puede considerar como el de un gas perfecto.
En la práctica, el aire que nos rodea, el aire ambiente, es siempre una mezcla de aire seco y vapor de agua, que se conoce como aire húmedo. Solamente a altitudes superiores a los 10.000 m el contenido de vapor de agua del aire es nulo. La cantidad de vapor de agua que hay en el aire atmosférico, puede oscilar entre cero y un máximo que depende de la temperatura.
Cuando el vapor de agua toma su valor máximo, no suele pasar del 3% de la mezcla del aire atmosférico. Sin embargo, a pesar de intervenir en una proporción tan pequeña, el vapor de agua juega un papel muy importante en la sensación de confort. que percibimos. 
Considerando que el vapor de agua también se comporta como un gas ideal, cuya masa molecular es {\displaystyle M_{v}=18,01\;g/mol}, se trata de una mezcla de gases ideales, para el estudio de la cual se han propuesto varios modelos, de los cuales es el de Dalton el que ha resultado ser más útil en las aplicaciones del aire. 
Para definir termodinámicamente el estado de la mezcla se utiliza la ley de Gibs o ley de las fases, según la cual el número de variables independientes (temperatura, presión, ...) de un sistema en equilibrio termodinámico es una función del número de componentes {\displaystyle C} y del número de fases {\displaystyle F}, dada por:
{\displaystyle Nvi=C-F+2}
De acuerdo con esta regla, para el aire húmedo que tiene dos componentes (aire seco y vapor de agua) y que se encuentra solo en una fase (gaseosa), el número de variables independientes será 3, es decir, para que queden determinadas todas las propiedades termodinámicas del aire húmedo no saturado, resulta preciso especificar tres de sus propiedades. En el caso del aire, todos los procesos se producen a presión atmosférica, con lo que, fijado este valor, son necesarias solamente dos variables.
Contrariamente a lo que se suele pensar, el aire seco es más pesado que el aire húmedo, ya que; suponiendo que se encuentren a la misma temperatura y presión, el peso de un mol está constituido por la suma de las masas moleculares de cada uno de sus componentes.

## Humedad del aire
La humedad atmósferica se debe al vapor de agua que se encuentra presente en la atmósfera. El vapor procede de la evaporación de las masas de agua terrestres y, en menor medida, de la evapotranspiración desde suelos y plantas. La cantidad de vapor de agua que puede absorber el aire depende de su temperatura. El aire caliente admite más vapor de agua que el aire frío.
Una forma de medir la humedad atmosférica es mediante el higrómetro.

## Concepto de entalpía
Es un hecho conocido que se necesitan diferentes cantidades de calor para elevar en 1 grado la temperatura de la unidad de masa de sustancias diferentes y que esta propiedad se llama calor específico de la sustancia. Sin embargo, en termodinámica se estudia que esta cantidad de calor no es constante y que depende no solo de la sustancia sino de la forma en que se realice  el proceso de calentamiento. En consecuencia tenemos dos tipos de calor específico;  el calor específico a volumen constante {\displaystyle c_{v}} y el calor específico a presión constante {\displaystyle c_{p}}.
El calor específico a volumen constante es la energía o cantidad de calor necesaria para elevar la temperatura, de la unidad de masa de una sustancia, un grado, cuando se mantiene constante su volumen. La energía necesaria para hacer lo mismo cuando se mantiene constante la presión es el calor específico a presión constante. Este último, siempre es mayor, porque el proceso implica una expansión, es decir, un trabajo, que también habrá que aportar.
Si un recipiente rígido lleno con 1 kg aire le calentamos, el volumen se mantendrá constante y cuando se hayan aportado 0,718 kJ, el aire habrá aumentado su temperatura en 1K= 1 °C. Entonces {\displaystyle c_{v}=0,718kJ/(kg.K)} será el calor específico a volumen constante del aire.
Supongamos ahora que el kg de aire llena un globo y se calienta igualmente. Al calentar, el globo se hincha a presión constante e igual a la atmosférica. La energía aportada será la necesaria para elevar un grado su temperatura más la correspondiente al trabajo efectuado contra la presión atmosférica, convertido en aumento de volumen. En este caso será {\displaystyle c_{p}=1,005kJ/(kg.K)}. 
La relación {\displaystyle \gamma =c_{p}/c_{v}} es en el caso del aire, igual a 1,4 y constituye un valor muy importante en algunos procesos termodinámicos.
También puede resultar interesante recordar la ecuación de Mayer, según la cual, para gases ideales:			
{\displaystyle R=c_{p}-c_{v}}
en la que {\displaystyle R} es la constante del gas. Si los calores específicos se expresan por mol, la {\displaystyle R} se debe sustituir por la constante universal de los gases.
En el proceso a volumen constante todo el calor aportado se ha utilizado en variar la temperatura. El primer principio de la termodinámica dice que  varía la energía interna del gas, es decir, el calor aportado se transforma íntegramente en variación de la energía interna, por lo que para la unidad de masa:
{\displaystyle \Delta Q=\Delta u=c_{v}.\Delta t}
En el caso de presión constante, como hemos visto, además de esta variación de la energía interna se produce un trabajo que se calcula por el producto de la presión por la variación del volumen.
{\displaystyle \Delta Q=\Delta u+W_{1,2}=(u_{2}-u_{1})+P(v_{2}-v_{1})=u_{2}+Pv_{2}-(u_{1}+Pv_{1})}
dado que el grupo {\displaystyle u+Pv} aparece muy frecuentemente en termodinámica y está formado por parámetros perfectamente definibles para cada estado del gas, se define por conveniencia una nueva propiedad a la que se llama entalpía  y a la que se asigna normalmente el símbolo {\displaystyle h} ( en algunos textos {\displaystyle i}), de tal forma que:
{\displaystyle h=u+P.v}
Para un gas ideal:   {\displaystyle h=u+RT}			 
Como {\displaystyle u} es función de la temperatura y {\displaystyle R} es una constante, se puede decir que {\displaystyle h} también es función de la temperatura y se puede expresar como:
{\displaystyle \Delta h=c_{p}.\Delta t}
Aunque los calores específicos son funciones de la temperatura y existen expresiones –generalmente polinomios de tercer grado- para su cálculo exacto, con presiones y temperaturas bajas y comportamiento como gas ideal, se toman los valores promedio que están tabulados y con los que se obtienen resultados suficientemente exactos para las aplicaciones de ingeniería.
Para sólidos y líquidos, es decir para sustancias no comprimibles, los valores del calor específico a presión constante y a volumen constante son iguales, y se pueden considerar a su vez, iguales al calor específico medio.

## Entalpía del aire húmedo
Consideremos una mezcla formada por 1 kg de aire seco y X kg de vapor de agua a t°C. La entalpía de la mezcla se obtiene sumando las entalpías del aire seco y del vapor de agua.
Como siempre se calculan diferencias de entalpía, no importa mucho cual es el origen o punto de referencia. Normalmente se toma como entalpía 0 la correspondiente a 0 K, sin embargo, en aire acondicionado se suele tomar como origen la del aire seco a 0 °C y para el agua la de líquido saturado a 0 °C.

### Entalpía del aire seco
La entalpía específica del aire seco será:
{\displaystyle h_{as}=c_{p_{as}}.t}
{\displaystyle c_{p_{as}}} es el calor específico del aire seco{\displaystyle =1005J/(kg.K)}

### Entalpía del vapor de agua
Para calcular la entalpía de {\displaystyle Xkg} de vapor a una temperatura {\displaystyle t} habrá que calentar el agua hasta esa temperatura y convertirla en vapor, luego: 
{\displaystyle h_{v}=X.c_{p_{v}}.t+X.L_{f}}
Donde {\displaystyle L_{f}} es el calor de cambio de fase de líquido vapor y {\displaystyle c_{p_{v}}}  es el calor específico del vapor. 

### Entalpía del aire húmedo
La entalpía específica del aire húmedo será la entalpía de 1kg de aire seco más la entalpía de los X kilogramos de vapor de agua que acompañan al kilogramo de aire seco:
{\displaystyle h=c_{p_{as}}.t+(c_{p_{v}}.t+L_{f})X}
sustituyendo valores:
{\displaystyle h=1005.t+(2257.10^{3}+1872,3.t)X\;[J/kg]}
En el sistema técnico:
{\displaystyle h=0,24.t+(595+0,46.t)X\;[Kcal/kg]}
Si el aire se encontrara saturado y con gotas de agua en suspensión, es decir, X>Xs  y  t>0 °C, la entalpía del sistema sería igual a la del aire húmedo saturado más la del agua líquida.
Si el aire se encontrara saturado pero con cristales de hielo en suspensión, es decir, X>Xs  y  t<0 °C, la entalpía del sistema sería igual a la del aire saturado más la del hielo.
Si se pone la expresión de otro modo:
{\displaystyle h=(1005+1872,3)t+2257.10^{3}.X\;[J/kg]}
se  pueden distinguir dos partes: la primera {\displaystyle h=(1005+1872,3).t} es la energía que contiene la mezcla en razón a la temperatura a la que se encuentra.  Como la temperatura es algo que se puede sentir, aunque ello no nos permita determinar su valor, esta parte se conoce como calor sensible del aire húmedo. Teniendo en cuenta que el contenido de vapor de agua en el aire, a las temperaturas a las que se trabaja en climatización, suele ser de unos pocos gramos, el sumando {\displaystyle (1872,3.X.t)}, correspondiente al calor sensible del vapor, resulta muy pequeño, comparado con el otro sumando  y es muy frecuente que no se le tenga en cuenta. La segunda parte, es decir, {\displaystyle (2257.10^{3}.X)} es la entalpía de vaporización que se la conoce como calor latente del aire húmedo.

## Otras variables
El volumen específico del aire húmedo,{\displaystyle v_{e}}, se define como el volumen ocupado por el aire húmedo por unidad de masa de aire seco.
{\displaystyle v_{e}={\frac {V(m^{3})}{m_{as}(Kg_{as}}}}
En el uso de la climatización, el volumen específico del aire húmedo varía sólo entre 0,75 y 0,95 m³ de aire húmedo por kilogramo de aire seco, considerando habitualmente, para 20 °C, un valor de 0,833 m³/kgas.
La densidad del aire seco es la relación entre su masa y el volumen que esta ocupa. Su unidad en el sistema internacional es el cociente entre la unidad de masa y la del volumen, es decir kg/m³. Es la inversa del volumen específico del aire seco y, para unas condiciones de 101325Pa y una temperatura de 20 °C, es igual a:
{\displaystyle \rho _{as}={\frac {m_{as}}{V}}={\frac {1}{v_{e}}}\backsimeq 1,2kg_{as}/m^{3}}
El peso específico del aire es la relación entre su peso y el volumen que ocupa a una temperatura dada. Como peso es igual a masa por aceleración de la gravedad, el peso específico depende de la gravedad, en tanto que la densidad será siempre la misma mientras no se modifique el grado de cohesión molecular. La unidad de peso específico en el SI es el N/m³.